# 玉花壽之王
玉花壽之王（英語：Yuhua Shouzhi Wang ，1966年—2022年），華裔美國籍，美國當代藝術家。1999年獲得愛爾蘭曼寧大學博士學位，曾任奧本大學人文學院東方藝術教授，現為美國國際藝術館終身名譽館長，其藝術成就獲紐約藝術學院認定為國際級第一級藝術家。

## 個人成就
- 2008年 7月31日 美國國會將王博士的藝術成就及為東西文化交流發展所做出的貢獻列入國會紀錄，認定為「偉大的藝術家與雕塑家」，她的荷花畫是無人超越的[1]。
- 2013年 作品被聯合國教科文組織俱樂部、中心、協會世界聯合會命名為「聯合國教科文組織俱樂部、中心、協會世界聯合會2013」。
- 2018年 作品獲美國國際藝術館設專門展室，永久獨立陳列展出，並榮任美國國際藝術館終身名譽館長。
- 2019年 獲美國紐約藝術學院認定為國際級第一級藝術家[2]。
- 2019年3月18日 27吋x18吋小品畫「竹籃石榴」，於美國紐約貞觀國際春季拍賣會上，以美金127萬元高價拍出[3]。

## 畫評
- 美國國會第110屆會期第二次會議記錄：「王博士精心巧妙地將精細的筆觸和油畫色彩運用在手雕彩繪的珊瑚和鵝卵石上，使之被譽為「世界的財富」。王博士除了精通中國畫外，她還是一位極具天賦的雕塑家，以大自然的山脈、岩石和植物為主題。她在色彩、繪畫和雕塑上的創作技巧已達到精緻、優雅和美麗的極致。[1]」
- 英國皇家藝術學院院士 Prof. Stephen Farthing（英语：Stephen Farthing）：「具濃厚的東方意境但又突出地表達了西方的意象，跨越文化將東西文化的空間運用融合，臻於化境，她的作品既是知識性的又充分表達了情感、既是現實的但又具抽象的意涵、既是事實的描述兼具意象的表達。」[2]
- 中國廣州大學人文學院顧興義教授：「藝術創作的較高境界，就是對客觀事物的描繪，達到了似與不似之間……怎樣把握好「似」與「不似」這個尺度，做到恰到好處，這對畫家的修養和技法是個考驗。王玉花博士高品位的畫作，正是她高雅的人格的體現。 有書畫評論家把繪畫分為『能品』、『妙品』、『神品』和『逸品』四個檔次。我認為王老師的作品，確實已達到『筆簡形具，得之自然』的境界，可稱之為『逸品』了。可以說，每幅作品都達到了既「形」似又「神」似的最高境界，這實在是難得[4]。」
- 中國珠江書畫院副院長馬超良：「王玉花教授作品的思想要旨與中國古典哲學中『得意忘象』或『得意忘言』之類的觀念相近，先立其意而落筆，所謂意在筆先，重在得意。據此，得『意』之法實在學問識見之累積，人品格調之滋養。言而『畫境』為心象，外師造化，中得心源，經年累月的畫外之功，使王玉花教授遠離『畫工』之『匠習』，筆下的景物在尋常外表之下流露出清雅秀逸之氣。」[5]

## 個人畫展
- 2008年 美國國會金廳，美國華盛頓D.C.。
- 2018年12月 大鵬畫院，中國深圳[6]。
- 2019年1月 泰國文化部當代藝術中心，泰國曼谷[7]。
- 2019年5月 上海展覽中心，中國上海[8]。
- 2019年10月 羅浮宮裝飾藝術博物館元帥府廳，法國巴黎[9]。

## 主題畫展
- 2021年8月 《莫內睡蓮、玉花壽之王睡蓮對話展》[10]，美國洛杉磯。

## 畫冊
- 《世界頂級色彩和水墨畫》 [11]
- 《玉花壽之王畫集》[12]

## 外部連結
- 國際級第一級藝術家玉花壽之王博士的畫展轟動世界 （页面存档备份，存于）
- 玉花壽之王博士獲國會頒褒揚狀
- 亞洲人終於有了國際級藝術大師 畫展驚爆限流入場 （页面存档备份，存于）
- 孜孜以求 终登高峰一一略评玉花寿之王的创作之路
- Courants d'art transfrontières-Une fleur deux mondes （页面存档备份，存于）